# Amira Virgil
Amira Virgil (Brooklyn, 1994), también conocida como XMiraMira, es una creadora de contenidos de videojuegos estadounidense y organizadora de la comunidad de jugadores negros y mujeres.
Virgil es especialmente activa en el videojuego Los Sims. Desarrolló el Melanin Pack, para crear más opciones de tonos de piel naturales para los sims, ha trabajado para integrar la jerga y la cultura pop negras de forma más natural en el mundo de Los Sims, además de desarrollar múltiples redes para jugadores y desarrolladores negros. Virgil ha colaborado ampliamente con Electronic Arts y es socia y embajadora de Twitch.

## Trayectoria
Nacida y criada en Brooklyn, Nueva York, Virgil empezó a jugar cuando tenía cuatro años. Comenzó a jugar a Los Sims 2 cuando estaba en la escuela secundaria, disfrutando de la "casa de muñecas digital".
Virgil empezó a crear contenido de Los Sims en 2015. Durante aproximadamente un año retransmitió vídeos de Let's Play (Vamos a jugar) en YouTube, y después empezó a retransmitir también en Twitch. Finalmente se convirtió en colaboradora y embajadora de Twitch. Sus críticas a las desigualdades raciales, así como su sentido del humor, atrajeron al público. Con el tiempo, su audiencia creció lo suficiente como para que dejara su trabajo en Walmart y se convirtiera en creadora de contenidos a tiempo completo.
En 2016, Virgil lanzó el Melanin Pack, un mod que permitía a los jugadores acceder a cincuenta tonos de piel realistas que no estaban disponibles en Los Sims. Hasta 2020, el Melanin Pack se había descargado más de un millón de veces.
Virgil también fundó redes para usuarios y creadores negros: The Black Simmer y The Noir Network. El foro Black Simmer cuenta con casi 180.000 miembros a principios de 2024. The Noir Network, un colectivo creado en 2021, ofrece exposición, redes y educación para creadoras e influencers negras. Los conecta con oportunidades remuneradas, ya que se esfuerza por cerrar las brechas de oportunidades y remuneración a las que se enfrentan las influencers y creadoras negras. Ha trabajado con empresas como Xbox, The CW, Wizards of the Coast, NZXT. Virgil también fue una de las fundadoras de la empresa de «estilo de vida de juego» Queens Gaming Collective.

### Artes electrónicas
En 2017, una entrevista que concedió sobre la falta de representación en Los Sims se hizo viral en Twitter. En 2020, Virgil fue una de las líderes de una comunidad de Simmers que llevó a cabo una campaña en Twitter y Change.org para conseguir que Electronic Arts, fabricante de Los Sims, incorporara opciones más realistas para la creación de Sims, en lugar de depender sistemáticamente de desarrolladores como ella para que lo hicieran por ellos. Se convirtió en consultora de EA, ayudándoles a mejorar las opciones disponibles dentro del producto, incluso uniéndose a su programa Game Changers.  Sus experiencias con ataques personales en sus diversas plataformas también fueron un motor detrás de la Cumbre Building Healthy Communities de EA en 2019.
EA invitó a Virgil a competir en un concurso de TBS de cuatro episodios con otros once Simmers, llamado Spark'd. Formó parte del grupo ganador, Team Llama, junto con otros dos Simmers famosos: DrGluon y Simlicy. Virgil contribuyó especialmente con una serie de opciones positivas para el cuerpo y no conformistas con el género a lo largo del concurso. El premio era de 100.000 dólares.

## Reconocimientos
Ganó el programa de concursos de celebridades de Los Sims, Spark'd. Fue nominada a los Gamers Choice Awards 2018 "Jugadora/Streamer Femenina Favorita de los Fans". En 2020, Virgil fue una de las Humanas del Año, de la revista Vice.